# Fengxiangping
Fengxiangping (kinesiska: 枫香坪, 枫香坪乡) är en socken i Kina. Den ligger i provinsen Hunan, i den södra delen av landet, omkring 260 kilometer väster om provinshuvudstaden Changsha.
Genomsnittlig årsnederbörd är 1 926 millimeter. Den regnigaste månaden är maj, med i genomsnitt 396 mm nederbörd, och den torraste är december, med 31 mm nederbörd.